# Ломоносовский сад
Ломоно́совский сад — сквер в Невском районе Санкт-Петербурга.
В плане имеет прямоугольную форму: ограничен переулком Матюшенко, улицами Бабушкина, Полярников и Сомовым переулком.
На территории, занимаемой садом, в начале XX века находилось Спасо-Преображенское кладбище. Краеведы привязывают существование кладбища к Императорскому фарфоровому заводу. Также часть кладбища находилась на противоположной стороне улицы Бабушкина; сейчас это Виноградовский сквер.
На территории Ломоносовского сада 21 декабря 1970 года в составе участка Невско-Василеостровской линии «Площадь Александра Невского» — «Ломоносовская» открыта станция «Ломоносовская».
Сад получил известность в связи с вырубкой и планировавшимся строительством коммерческого центра компанией «Макромир» непосредственно на территории захоронений. В конце апреля — начале мая 2008 года здесь установили забор, а позже вырубили деревья. Однако 28 января 2009 года стало известно, что стройка отменена, и забор будет разобран.
27 января 2015 года на территории Ломоносовского сада (со стороны переулка Матюшенко) был заложен временный храм-часовня Преображения Господня. Идея воссоздания утраченного при строительстве вестибюля станции метро «Ломоносовская» храма сошествия Святого Духа за Невской заставой возникла в 2006 году. В 2009 году был создан приход храма, который начал заниматься восстановлением. В 2012 году на историческом месте был установлен поклонный крест. Храм строился на пожертвования, его освящение состоялось 19 августа 2015 года.